# Bugatti Royale

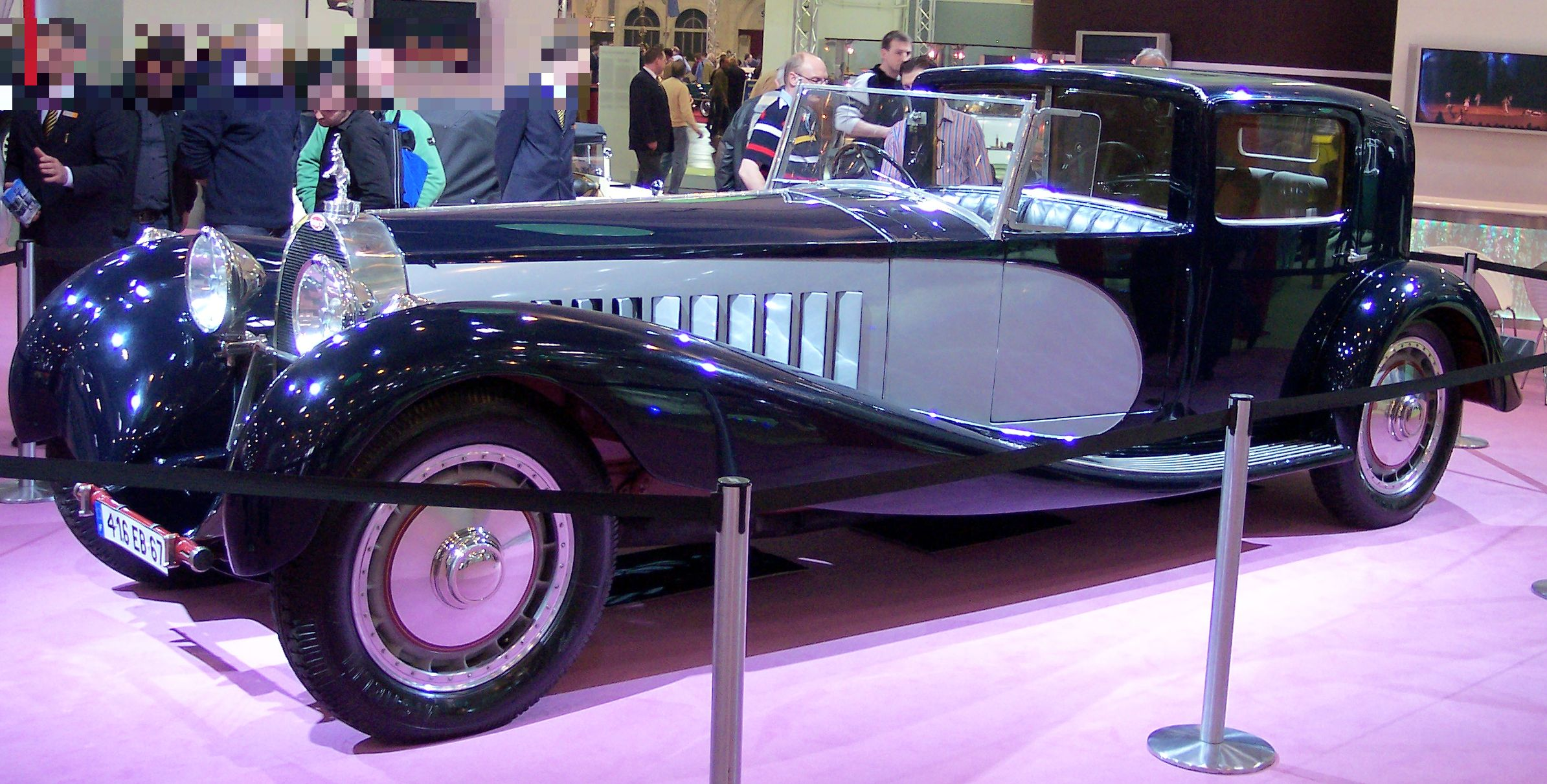

Bugatti typ 41 bardziej znany jako  „Royale” – limuzyna produkowana w latach 1929–1933 przez francuskie przedsiębiorstwo motoryzacyjne Bugatti.
W początku kwietnia 1913 roku Ettore Bugatti tak pisał do swojego przyjaciela o swoim pomyśle na nowy model:
Samochód będzie większy niż Hispano-Suiza, ale jednocześnie lżejszy i bez problemu osiągał będzie 150 km/h. Wewnątrz auta zapewniona będzie całkowita cisza. Nie muszę Ci pisać, że produkcja będzie bardzo ograniczona. Każdy samochód będzie dostarczany do klienta po przejechaniu 1000 km jazdy testowej oraz będzie objęty 5 letnią  gwarancją. Auto będzie wyjątkowo drogie i nie będzie się go dało porównać z żadnym innym pojazdem tej klasy.
W latach 1929–1933 wyprodukowano zaledwie 6 egzemplarzy Bugatti Royale, z czego tylko 3 zostały sprzedane, a 3 pozostały do użytku dla członków rodziny.
Na targach motoryzacyjnych Olympia Show w Londynie w roku 1932 jedno z podwozi było oferowane za cenę 6500 funtów, która stanowiła równowartości dwóch egzemplarzy najdroższego w owym czasie modelu Rolls-Royce.

## Dane techniczne
Ogólne:
- Lata produkcji: 1929–1933
- Cena w chwili rozpoczęcia produkcji (1932):6 500 GBP(za podwozie)
- Liczba wyprodukowanych egzemplarzy: 6
- Zbiornik paliwa: 190 litrów
- Masa własna: 3175 kg
- Długość nadwozia : 6,4 m

Opony:
- Przód: 6.75 R 24
- Tył: 6.75 R 24

Osiągi:
- Prędkość maksymalna: 161 km/h[1]
- Moc maksymalna: 275 - 300 KM[1]
- Przyspieszenie 0-97 km/h: 18 s[1]

Napęd:
- Typ silnika: R8[1]
- Pojemność: 12 763 cm³[1]
- Napęd: tylna oś